# Свети Илия (Градешница)
Вижте пояснителната страница за други значения на Свети Антоний.
„Свети Илия“ (на македонска литературна норма: „Свети Илија“) е възрожденска манастирска църква, край мариовското село Градешница, част от Преспанско-Пелагонийската епархия на Македонската православна църква – Охридска архиепископия.
Малката църква е изградена в 1826 година на Брен северно от селото. През Първата световна война пострадва и в 1926 година е обновена. Представлява масивна еднокорабна каменна сграда. Вътрешността му е изписана. В манастира е Брешката чешма, за чиято вода се смята, че е лековита.